# Hungarian Open (ATP)
L'Hungarian Open (ATP), conosciuto anche come Gazprom Hungarian Open per motivi di sponsorizzazione, è stato un torneo di tennis facente parte del ATP Tour 250 giocato a Budapest, in Ungheria su campi in terra rossa della Nemzeti Edzés Központ. Questo torneo andava a sostituire il torneo di Bucarest, la cui licenza ventennale è stata trasferita dal suo possessore, Ion Țiriac. Nel 2017 si è giocata la prima edizione. L'edizione del 2020 non venne disputata a causa della pandemia di COVID-19. Nel 2021 la licenza del torneo venne trasferita al Serbia Open che si disputava a Belgrado.

## Albo d'oro

### Singolare
| Anno | Vincitore                             | Finalista                             | Punteggio                             |
| ---- | ------------------------------------- | ------------------------------------- | ------------------------------------- |
| 2017 | Lucas Pouille                         | Aljaž Bedene                          | 6–3, 6–1                              |
| 2018 | Marco Cecchinato                      | John Millman                          | 7–5, 6–4                              |
| 2019 | Matteo Berrettini                     | Filip Krajinović                      | 4–6, 6–3, 6–1                         |
| 2020 | Annullato per pandemia di Coronavirus | Annullato per pandemia di Coronavirus | Annullato per pandemia di Coronavirus |

### Doppio
| Anno | Vincitori                             | Finalisti                             | Punteggio                             |
| ---- | ------------------------------------- | ------------------------------------- | ------------------------------------- |
| 2017 | Brian Baker Nikola Mektić             | Juan Sebastián Cabal Robert Farah     | 7–6(2), 6–4                           |
| 2018 | Dominic Inglot Franko Škugor          | Matwé Middelkoop Andrés Molteni       | 6(8)–7, 6–1, [10–8]                   |
| 2019 | Ken Skupski Neal Skupski              | Marcus Daniell Wesley Koolhof         | 6–3, 6–4                              |
| 2020 | Annullato per pandemia di Coronavirus | Annullato per pandemia di Coronavirus | Annullato per pandemia di Coronavirus |